# Svultentjärnen (Älvdalens socken, Dalarna, 682542-138056)
Svultentjärnen är en sjö i Älvdalens kommun i Dalarna och ingår i Dalälvens huvudavrinningsområde.